# Усов, Андрей Михайлович
Андре́й Миха́йлович У́сов (бел. Андрэй Міхайлавіч Усаў; 30 октября 1917, Могилёвская губерния, Западная область — 1987, Толочин, Витебская область) — советский военнослужащий, офицер, майор, артиллерист и танкист, участник Великой Отечественной войны. 20 августа 1941 года в качестве командира орудия (наводчика) в составе экипажа тяжёлого танка КВ-1 старшего лейтенанта З. Г. Колобанова в одном бою лично подбил 22 немецких танка снайперским огнём из танковой пушки. Всего за годы войны в составе танковых экипажей уничтожил 27 (по другим данным — 41 танк противника), трижды горел в танке.

## Биография
Родился 30 октября 1917 года в деревне Борсуки Заречнотолочинской волости Сенненского уезда Могилёвской губернии (с 1919 года деревня стала считаться деревней Сватошицкого сельсовета Дубровенского района Витебской области Белоруссии). Белорус. Работал в колхозе и на электростанции «Белгрэс» в качестве тракториста. С 1937 года — комсомолец. В сентябре 1939 года призван в РККА.
Участвовал в «освободительном» походе в Западную Белоруссию в должности помощника командира взвода одного из артиллерийских полков, во время советско-финской войны воевал на Карельском перешейке. 8 марта 1940 года был ранен. Окончив специальную школу командиров орудий тяжёлых танков, стал танкистом. Служил в 14-й танковой дивизии в г. Наро-Фоминск, откуда был направлен в Ленинград, на освоение новых тяжелых танков КВ-1, где и застал начало Великой Отечественной войны.
20 августа 1941 года, действуя из засады, командир орудия танка КВ-1 старший сержант А. М. Усов за час боя произвёл 98 орудийных выстрелов, подбил и поджёг 22 немецких танка. По воспоминаниям А. М. Усова, «вражеские снаряды хоть и не пробивали броню нашего „КВ“, но производили такой грохот, что казалось, будто по голове бьют кувалдой». За этот эпизод командование 1-го танкового полка 1-й танковой дивизии представило А. М. Усова к званию Героя Советского Союза, однако он был награждён только орденом Ленина. Остальные члены экипажа — командир танковой роты старший лейтенант Зиновий Григорьевич Колобанов и старший механик-водитель старшина Николай Иванович Никифоров были награждены орденом Красного Знамени, стрелок-радист старший сержант Павел Иванович Кисельков и младший механик-водитель красноармеец Николай Феоктистович Родников — орденом Красной Звезды.
Затем А. М. Усов воевал под Гатчиной и Шлиссельбургом, под Синявино (Кировский район) и Пулково. С августа 1943 года — комсорг 46-го отдельного гвардейского танкового полка прорыва.
В январе 1944 года участвовал в операции «Январский гром» юго-западнее Ленинграда, в боях за Псков и Нарву. За бои на карельском перешейке 11-15 июня 1944 года гвардии младший лейтенант А. М. Усов награждён орденом Отечественной войны II степени, а его однополчанин, старший механик-водитель старший сержант Борис Елисеевич Шмелёв был удостоен звания Героя Советского Союза. Затем освобождал Тарту, Ригу, брал Гданьск, Кёнигсберг и Росток. За прорыв укреплённого рубежа в районе города Тарту 17-21 сентября 1944 года награждён орденом Красной Звезды.
Участвовал в 30 танковых атаках, горел в танке, уничтожил 27 (по другим данным — 41) немецких танков, десятки орудий и миномётов, более 450 солдат и офицеров противника. Трижды тяжело ранен. Закончил войну в звании гвардии старшего лейтенанта.
В 1946 году демобилизовался из армии и вернулся в родной город Толочин (Витебская область Беларуси), где и работал до ухода на пенсию. Член КПСС, второй секретарь Толочинского райкома партии до 1954 года, после по болезни перешёл на хозяйственную работу директором Толочинской нефтебазы. Член совета ветеранов бронетанковых и механизированных войск Ленинградского фронта, Почётный гражданин Ленинграда майор запаса А. М. Усов находился на партийной и хозяйственной работе, был частым гостём молодёжных аудиторий.
Умер в 1986 году в Толочине, где и похоронен. Координаты могилы
54.4099072   29.6823160

## Награды и звания
- Орден Ленина (3 февраля 1942 года)
- Два ордена Отечественной войны II степени (5 июля 1944 года; 6 апреля 1985 года — к 40-летию Победы в Великой Отечественной войне[10])
- Орден Красной Звезды (22 октября 1944 года)
- Медали, в том числе:
  - Медаль «За оборону Ленинграда» (1942 год)
- Почётный гражданин Ленинграда[2].

## Память
- В канун Дня танкиста 8 сентября 1983 года на месте войсковицкого боя, в районе Учхоза «Войсковицы», был открыт мемориал — танк-памятник ИС-2 (59°32′34″ с. ш. 29°55′36″ в. д.HGЯO). Среди ветеранов-танкистов, присутствовавших на открытии мемориала, были непосредственные участники боя, члены экипажа З. Г. Колобанов, А. М. Усов, политрук В. К. Скороспехов. Позже на этом месте была создана панорама-экспозиция танкового боя[11].
- 19 августа 2001 года в день 60-летия подвига на административном здании РУП «Белоруснефть-Витебскоблнефтепродукт» (ранее — Толочинская нефтебаза), последнем месте работы ветерана, установлена мемориальная доска в его честь[2][9].
- В 2009 году на здании школы в агрогородке Зарубы Дубровенского района Витебской области, где учился А. М. Усов, в его честь была установлена памятная доска[3].
- В Центральном музее Вооружённых Сил, в Государственном музее истории Санкт-Петербурга, в Музее истории Великой Отечественной войны в Минске и в Толочинском историко-краеведческом музее хранятся документы, фотографии, материалы о подвиге А. М. Усова и его сослуживцев[2].
- В 2015 году в городе Дубровно Витебской области на Аллее памяти открыт обелиск в память Усову А. М. В этом же году в рамках фестиваля «Днепровские голоса в Дубровно» состоялась церемония по внесению имени Андрея Усова в Золотую книгу Санкт-Петербурга.
- В 2019 году центральной районной библиотеке г. Дубровно подарен экземпляр книги «Белорусский фронт» серии «Золотая книга Санкт-Петербурга», в которой почётное место отведено Андрею Усову.

В посёлке Новый Учхоз рядом с местом исторического боя именем Усова А. М. названа площадь.

## Оценки и мнения
И. Б. Шпиллер, бывший командир 1-го танкового батальона 1-го танкового полка 1-й танковой дивизии:

Я хорошо знал командира орудия Усова в этом экипаже. На занятиях и учениях, ещё до войны, сержант Усов всегда получал отличные оценки за боевые стрельбы. Поэтому был уверен, что теперь, когда пришлось вступить в бой, защищая Ленинград, старший сержант Усов также проявит себя отличным воином.
…
Это был один из опытных и храбрых младших командиров. Стрелял без промаха. Участник боёв с белофиннами. Прибыл он к нам перед войной из Московского округа и быстро освоил новую технику…

## Документы
- Наградной лист командира орудия старшего сержанта А. М. Усова (1917 года рождения) с представлением к званию Героя Советского Союза. ОБД «Подвиг Народа». 5 сентября 1941. Страницы 1 и 2.

## Кинофотодокументы
- Сохранился документальный фильм земляка Усова в котором ветеран в 1986 году собственноручно рисует в кадре схему боя под Войковицами. Фильм: https://www.youtube.com/watch?feature=youtu.be&noredirect=1&v=V7mfs4l2Zp4
- Фрагмент со схемой крупно : https://web.archive.org/web/20150408224128/http://f6.s.qip.ru/768CoGLx.png
- Документальный фильм народной киностудии "Летопись" "Андрей Усов"
- Киносъемка визита Колобанов и Усова в 1983 году на поле боя у деревни Войсковицы в киножурнале Ленинградская кинохроника №31 за 1983 год с 3:07

https://www.net-film.ru/found-page-1/?search=v1q%D0%93%D0%B0%D1%82%D1%87%D0%B8%D0%BD%D0%B0